# Liste der Listed Buildings in Grangemouth
In dieser Liste sind sämtliche Baudenkmäler in der schottischen Stadt Grangemouth in Falkirk zusammengefasst. Die Bauwerke sind anhand der Kriterien von Historic Scotland in die Kategorien A (nationale oder internationale Bedeutung), B (regionale oder mehr als lokale Bedeutung) und C (lokale Bedeutung) eingeordnet. Derzeit gibt es in Grangemouth ein Denkmal der Kategorie A, neun Denkmäler aus der Kategorie B und drei aus der Kategorie C.

## Denkmäler
| Name                                 | Typ          | Lage                            | Kategorie | Eintrag | Bild                       |
| ------------------------------------ | ------------ | ------------------------------- | --------- | ------- | -------------------------- |
| Avondale House                       | Herrenhaus   | 55° 59′ 40,8″ N, 3° 40′ 38,4″ W | B         | 8306    |                            |
| Stallungen von Avondale House        | Stallungen   | 55° 59′ 38,2″ N, 3° 40′ 46,1″ W | B         | 8307    |                            |
| Folly von Avondale House             | Folly        | 55° 59′ 29,1″ N, 3° 40′ 43,4″ W | B         | 8308    | Folly von Avondale House   |
| Sacred Heart Church                  | Kirche       | 56° 0′ 57,8″ N, 3° 43′ 4,2″ W   | C         | 34040   |                            |
| Dundas Church                        | Kirche       | 56° 1′ 7,7″ N, 3° 43′ 10,1″ W   | A         | 34041   | Dundas Church              |
| Avon Hall                            | Villa        | 56° 0′ 54,7″ N, 3° 42′ 25,1″ W  | B         | 34042   |                            |
| Avondhu House Hotel                  | Hotel        | 56° 0′ 56″ N, 3° 42′ 28,3″ W    | B         | 34043   |                            |
| Abbotsgrange Middle School           | Schulgebäude | 56° 0′ 59,1″ N, 3° 42′ 56″ W    | B         | 34045   | Abbotsgrange Middle School |
| Grange Church                        | Kirche       | 56° 1′ 3,5″ N, 3° 43′ 5,8″ W    | B         | 34046   | Grange Church              |
| Zetland Parish Church                | Kirche       | 56° 1′ 2,7″ N, 3° 43′ 2,2″ W    | B         | 34047   | Zetland Parish Church      |
| Drehbrücke von Grangemouth           | Brücke       | 56° 1′ 28,1″ N, 3° 42′ 52,5″ W  | B         | 34048   |                            |
| Werkstattgebäude am Grangemouth Dock | Hafengebäude | 56° 1′ 26,8″ N, 3° 43′ 28,6″ W  | C         | 50868   |                            |
| La Scala Cinema                      | Kinogebäude  | 56° 1′ 11,4″ N, 3° 43′ 19,4″ W  | C         | 50873   | La Scala Cinema            |

- Karte mit allen Koordinaten:
- OSM |
- WikiMap